# Tessa Desouza
Tessa Desouza es una deportista canadiense que compitió en piragüismo en la modalidad de aguas tranquilas. Ganó dos medallas en los Juegos Panamericanos de 1991.

## Palmarés internacional
| Juegos Panamericanos | Juegos Panamericanos | Juegos Panamericanos | Juegos Panamericanos |
| Año                  | Lugar                | Medalla              | Competición          |
| -------------------- | -------------------- | -------------------- | -------------------- |
| 1991                 | La Habana (Cuba)     | Medalla de oro       | K2 500 m             |
| 1991                 | La Habana (Cuba)     | Medalla de plata     | K4 500 m             |